# 出羽三山
出羽三山（でわさんざん）は、山形県村山地方・庄内地方に広がる月山・羽黒山・湯殿山の総称である。修験道を中心とした山岳信仰の場として現在も多くの修験者、参拝者を集めている。
出羽三山は、近代以降に使われるようになった用語である。かつては「羽州三山」、「奥三山」、「羽黒三山（天台宗系）」、「湯殿三山（真言宗系）」と呼ばれていた。三山それぞれの山頂に神社があり、これらを総称して出羽三山神社という。宗教法人としての名称は「月山神社・出羽神社・湯殿山神社」である。三山のうち、羽黒山には3社の神を併せて祀る三神合祭殿と、宗教法人の社務所（鶴岡市羽黒町手向字手向7番地）とがある。
現在、毎年8月末には出羽三山神社（神道）、羽黒山修験本宗（修験道）のそれぞれの山伏により「秋の峰」と呼ばれる1週間以上におよび山に籠る荒行が行われる。
| 山名   | 社名                             | 祭神                                       | 本地仏       | 所在地                   |
| ------ | -------------------------------- | ------------------------------------------ | ------------ | ------------------------ |
| 月山   | 月山神社（がっさんじんじゃ）     | 月読命（月山権現）                         | 阿弥陀如来   | 鶴岡市・庄内町・西川町境 |
| 羽黒山 | 出羽神社（いではじんじゃ）       | 伊氐波神・稲倉魂命（羽黒権現）             | 正観世音菩薩 | 鶴岡市・庄内町境         |
| 湯殿山 | 湯殿山神社（ゆどのさんじんじゃ） | 大山祇神・大己貴命・少彦名命（湯殿山権現） | 大日如来     | 鶴岡市・西川町境         |

## 歴史

### 開山
出羽三山は、出羽三山神社の社伝によれば崇峻天皇の皇子、蜂子皇子（能除太子）が開山したと伝えられる。崇峻天皇が蘇我氏に弑逆された時、蜂子皇子は難を逃れて出羽国に入った。そこで、3本足の霊烏の導きによって羽黒山に登り、苦行の末に羽黒権現の示現を拝し、さらに月山・湯殿山も開いて3山の神を祀ったことに始まると伝える。
一方、出羽三山の修験道には、月山の祖霊信仰が結びついた土着の羽黒派修験以外にも、当山派、本山派の修験も存在し、三修験の修行道場として共存していた。当山派や本山派では、空海や役小角を出羽三山の開祖とした。このうち空海開基説は、真言宗湯殿山派諸寺において唱えられている説である。これによると、空海が諸国漫遊の旅を行っている途上、ある川（梵字川。赤川の上流部の名称）を光り輝く葉が流れてきた。それを拾い上げるとその葉には、大日如来を表す5文字の真言が書かれていたため、この川の上流に聖地があると確信して川をさかのぼり、ついには湯殿山にたどり着いたという。湯殿山派諸寺では、湯殿山および空海によって開かれた大網の地を「高野山と対なる聖地」としている。なお、出羽三山の寺社の中には、東照大権現や飯縄権現が勧請される例もあった。

### 三山
江戸時代以前は、鳥海山や月山の東方にある葉山（白磐神社）が三山の一つに数えられていた。湯殿山は、「出羽三山総奥院」とされ、三山には数えられなかった。天正年間、葉山が別当寺であった慈恩寺との関係を絶ったことで葉山信仰が衰退し、これ以降湯殿山が出羽三山の1つとして数えられるようになったとされる。なお、慈恩寺は東北地方における天台・真言両宗の中心となった寺院であり、湯殿山4ヶ寺のうち、本道寺（口ノ宮湯殿山神社）と大日寺（大日寺跡湯殿山神社）は慈恩寺宝蔵院の末寺であった。
月山神社は『延喜式神名帳』に記載があり、名神大社とされている。出羽神社も、『神名帳』に記載のある「伊氐波神社」（いてはじんじゃ）とされる。古来より修験道（羽黒派修験など）の道場として崇敬された。三山は神仏習合、八宗兼学の山とされた。

### 鎌倉時代～室町時代
鎌倉時代、僧兵の存在が確認され幕府に地頭の干渉について訴えを起こし認めさせている（『吾妻鏡』）。室町時代以降、長覚が湯殿山で、全岩東純、越叟了閩、界厳繁越らが羽黒山で出家した後、鎌倉や京都で学び高野山無量寿院や、長州大寧寺、駿河梅林院などで活躍した。戦国時代においては、最上義光が病気平癒を祈願し、またその妹義姫（伊達輝宗室、伊達政宗母）は子宝を授かることを湯殿山に祈願している。

### 江戸時代
江戸時代以前、出羽三山は真言宗であったが、江戸時代の初期、羽黒山の宥誉別当が徳川将軍家の庇護を受けるために、将軍家に保護されていた比叡山延暦寺にあやかり、羽黒山・月山は天台宗に改宗した。その際宥誉は天海上人の弟子となり、師の名を一字もらい天宥と改名した。天台宗への改宗に湯殿山は反発し、湯殿山派のみ真言宗となった。以降、三山にそれぞれ別当寺が建てられ、それぞれが以下のように、仏教の寺院と一体のものとなった。
- 羽黒山出羽神社 - 伊氐波神の本地仏を正観世音菩薩とし、一山を寂光寺と称して天台宗の寺院（輪王寺の末寺）であった。羽黒山全山は、江戸期には山の至る所に寺院や宿坊が存在した。羽黒山に羽黒山五重塔が、鳥居前に手向宿坊街が残っているのはその名残である。
- 月山神社 - 本地仏を阿弥陀如来とし、岩根沢（現・西川町）に天台宗日月寺という別当寺が建てられた。
- 湯殿山神社 - 本地仏を大日如来とし、別当寺として本道寺（現・口之宮湯殿山神社）、大日坊、注連寺、大日寺（現大日寺跡湯殿山神社）という真言宗の4寺が建立され、うち本道寺が正別当とされた。

江戸時代には「東国三十三ヶ国総鎮守」とされ、熊野三山（西国二十四ヶ国総鎮守）・英彦山（九州九ヶ国総鎮守）と共に「日本三大修験山」と称せられた。東北地方、関東地方の広い範囲からの尊敬を集め、多くの信徒が三山詣でを行った。出羽三山参詣は、「霞場（かすみば）」と呼ばれる講を結成して行われた。出羽三山の参道は、通称「七方八口」と言われた。八口とは、荒沢口（羽黒口）、七五三掛（しめかけ）口（注連寺口）、大網口、岩根沢口、肘折口、大井沢口、本道寺口、川代口であり、そのうち、七五三掛口と大網口は同じ大網にあったことから、七方となった。それぞれの口には「女人結界」が設けられ、出羽三山の山域は 1997年（平成9年）まで女人禁制であった。別当寺は、女人参詣所という役割もあった。なお、八口のうち川代口は江戸時代初期に廃され、肘折口には羽黒山・月山派の末坊、阿吽（あうん）院が置かれた。
出羽三山の諸寺は山域の通行手形の発行も行い、参道は、村山地方と庄内地方とを結ぶ物流のルートであった。大網に庄内藩の「大網御番所」が、村山地方には大岫峠の手前に山形藩の「志津口留番所」がそれぞれ置かれた（江戸初期のみ。のち村山側も庄内藩知行地）。志津には、湯殿山別当であった本道寺と大日寺がそれぞれ「賄い小屋」を建て、参拝者の便を図った。

### 即身仏
出羽三山で有名な即身仏は、真言宗の湯殿山派で行われたものであり、天台宗の羽黒山・月山派では行われていない。即身仏が残されている大日坊、注連寺は、いずれも湯殿山4ヶ寺である。

### 明治時代
1873年（明治6年）に国家神道推進の急進派であった西川須賀雄が宮司として着任し、その際に廃仏毀釈が行われ、特に羽黒山において伽藍・文物が徹底的に破却された。その結果、別当寺が廃され神社となって3社を1つの法人が管理することとなり、出羽神社に社務所が置かれた。旧社格は月山神社が官幣大社、出羽神社・湯殿山神社が国幣小社である。戦後、神社本庁の別表神社となった。

### 別当寺

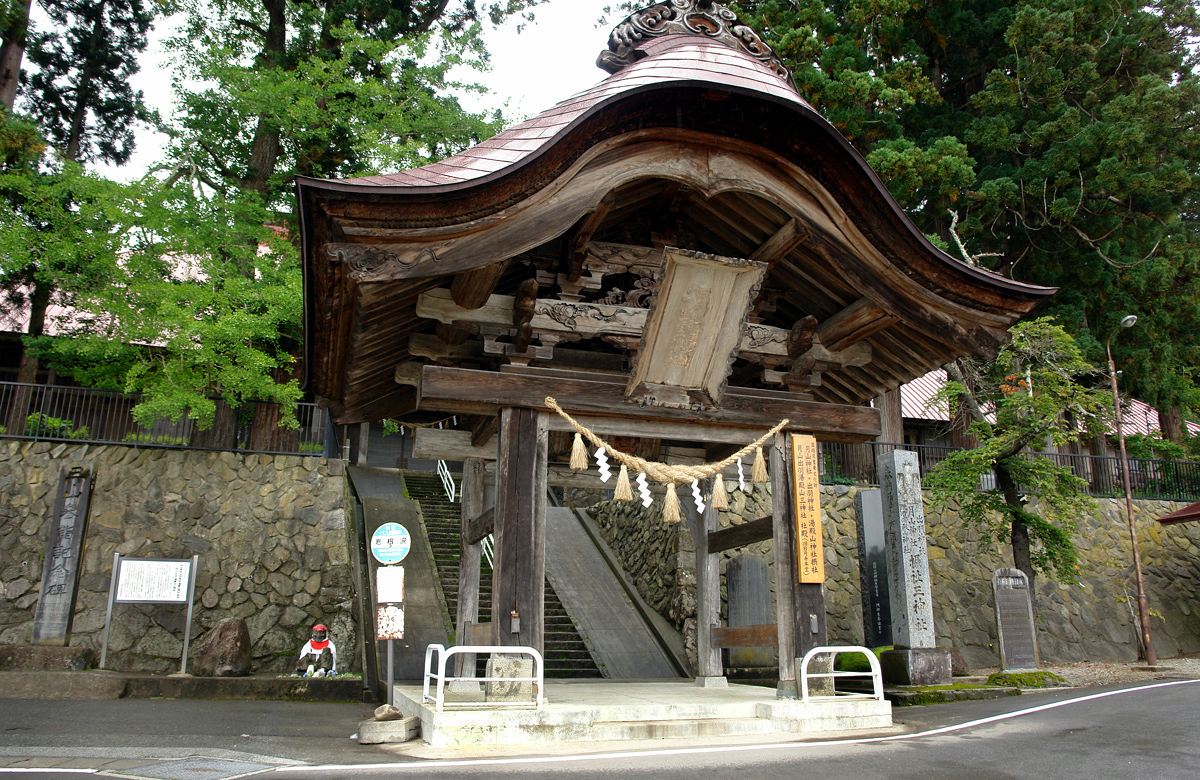
岩根沢三山神社

- 羽黒山

寂光寺：廃寺となり、山内の18坊内15坊が廃棄となり取り壊される。残った正善院、荒沢寺、金剛樹院が寺院として羽黒山から独立し、現存する。
- 月山

日月寺：神仏分離により廃寺となり、現在の岩根沢三山神社となった。岩根沢の出羽三山神社は比較的早く廃寺となったため、廃仏毀釈を免れ、神社ではあるが庫裏の構造がそのまま残されており、修験道を知る貴重な史跡になっている。神社前に宿坊が立ち並んでおり、境内や周辺部には、日月寺に安置していたという地蔵菩薩を祀る地蔵尊や、南無阿弥陀仏石碑等が残されている。また、行者の精進料理である「六浄豆腐」は、岩根沢にしかない秘伝の豆腐である。
- 湯殿山

本道寺、大日坊、注連寺、大日寺：このうち、大日坊と注連寺は真言宗寺院として湯殿山から独立し、現存する。残る2寺は廃寺となり、神社となった。本道寺は西川町本道寺の口之宮湯殿山神社として、大日寺は西川町大井沢の大日寺跡湯殿山神社として現存する。本道寺の寺宝は、寺院として分離した大日坊・注連寺を初めとする諸寺院に引き取られたが、その後散逸した品が多い。このうち、空海坐像は栃木県内の古美術商の手に渡っていたが、1989年（平成元年）に口之宮湯殿山神社が買い取った。仁王像は、1905年（明治38年）に仙台駅前にある仙台ホテルが建て替えした際、同像を所有していた弥勒院が同ホテルに売却したが、2005年（平成17年）に仙台ホテルの所有者・運営者が替わって全面改装することになったため、同年11月15日に口之宮湯殿山神社に寄贈された。いずれも、現在は口之宮湯殿山神社の拝殿に安置されている。大日寺の伽藍は、明治期に火災により消失し、現在は山門のみが、当時の姿を偲ぶものとして残されている。

## 文化財

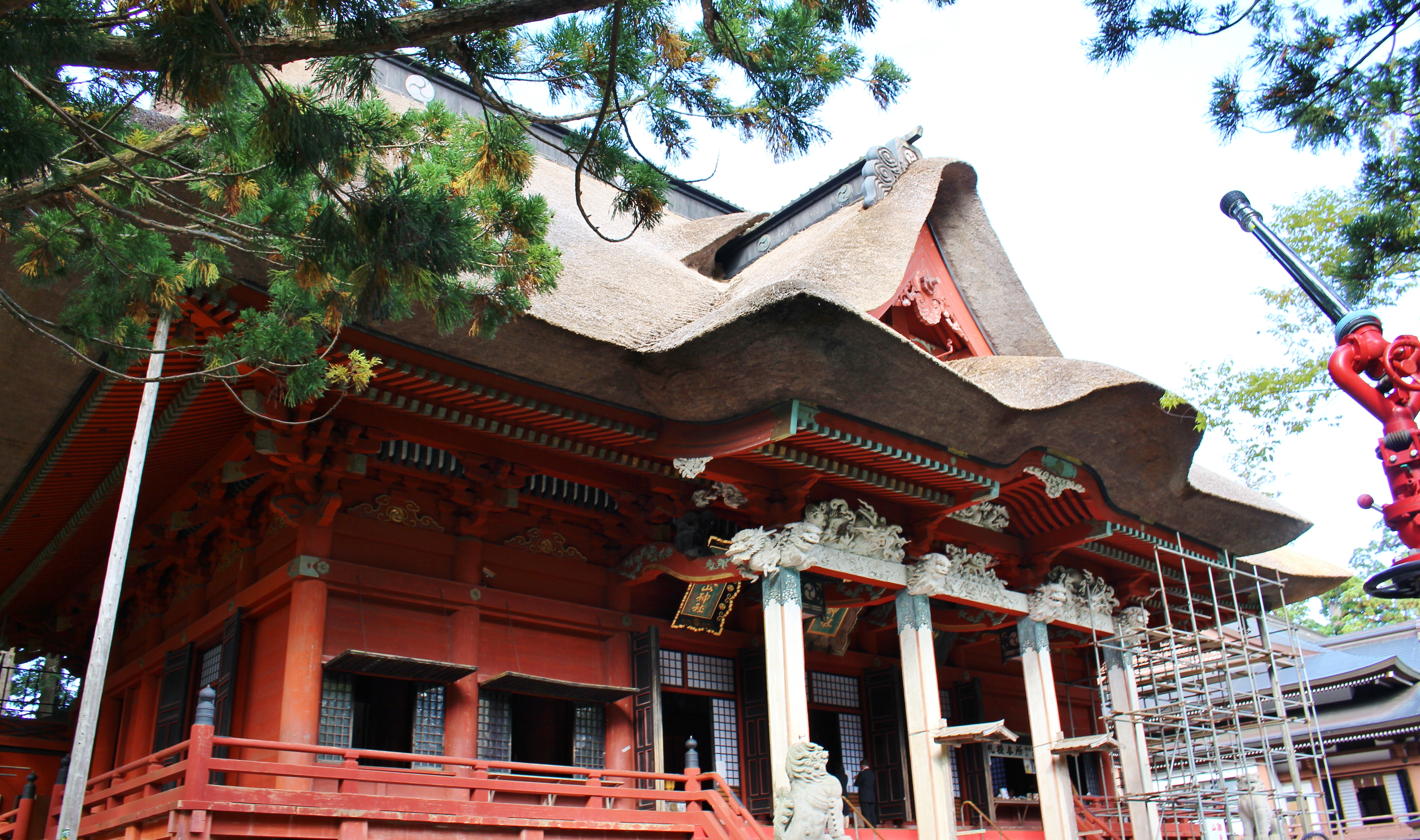
羽黒山三神合祭殿

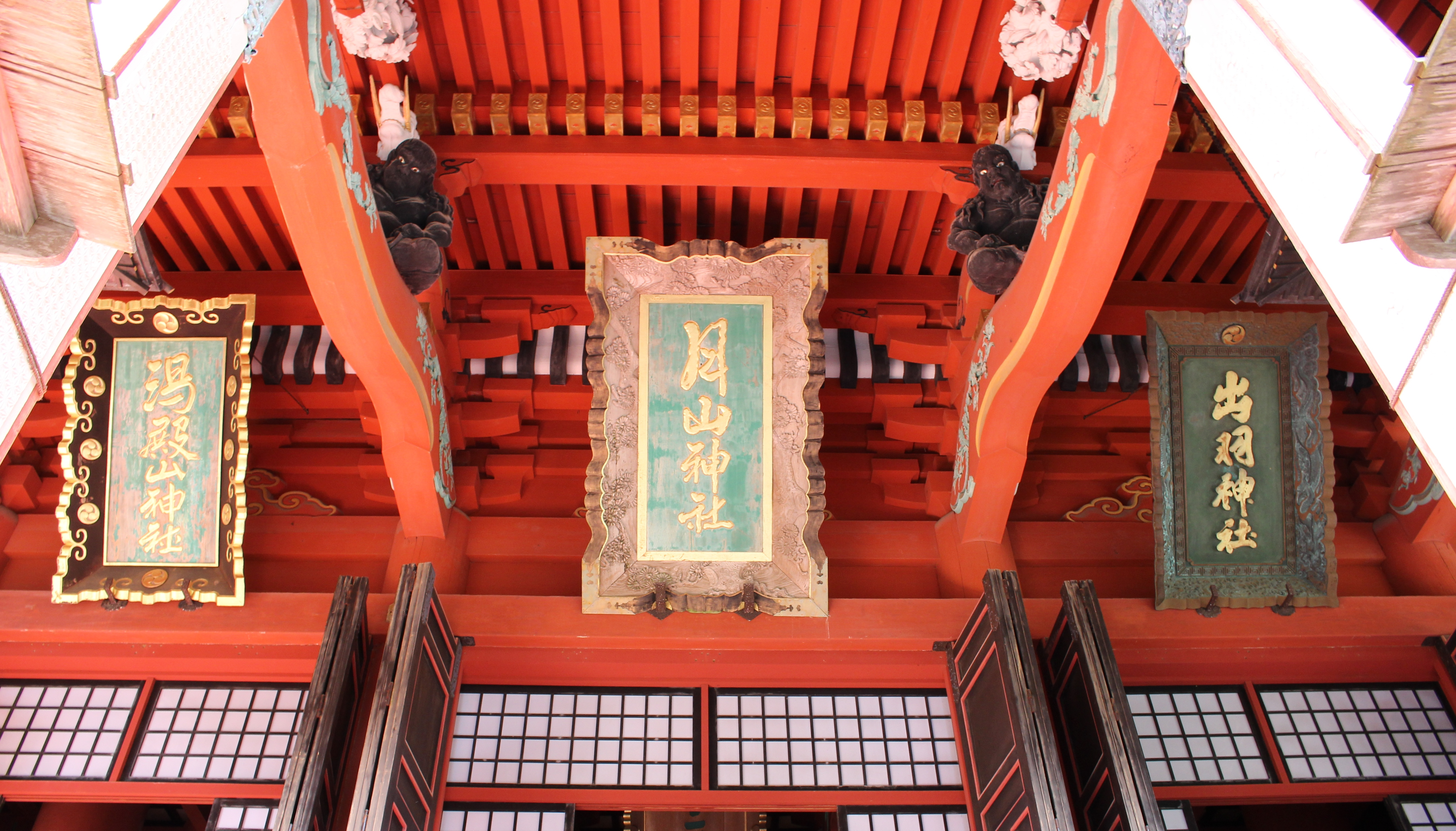
三神合祭殿の神号額

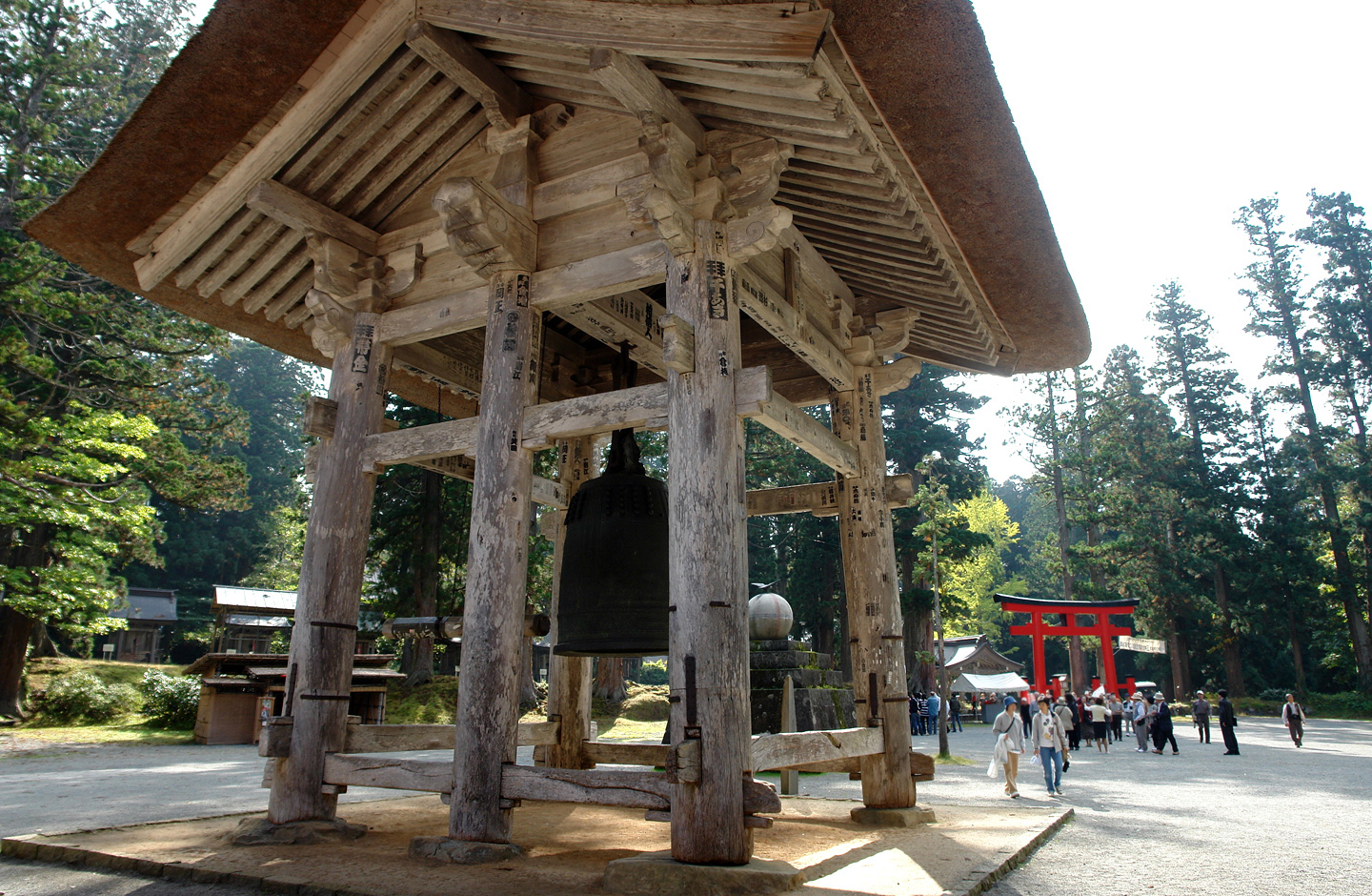
羽黒山鐘楼

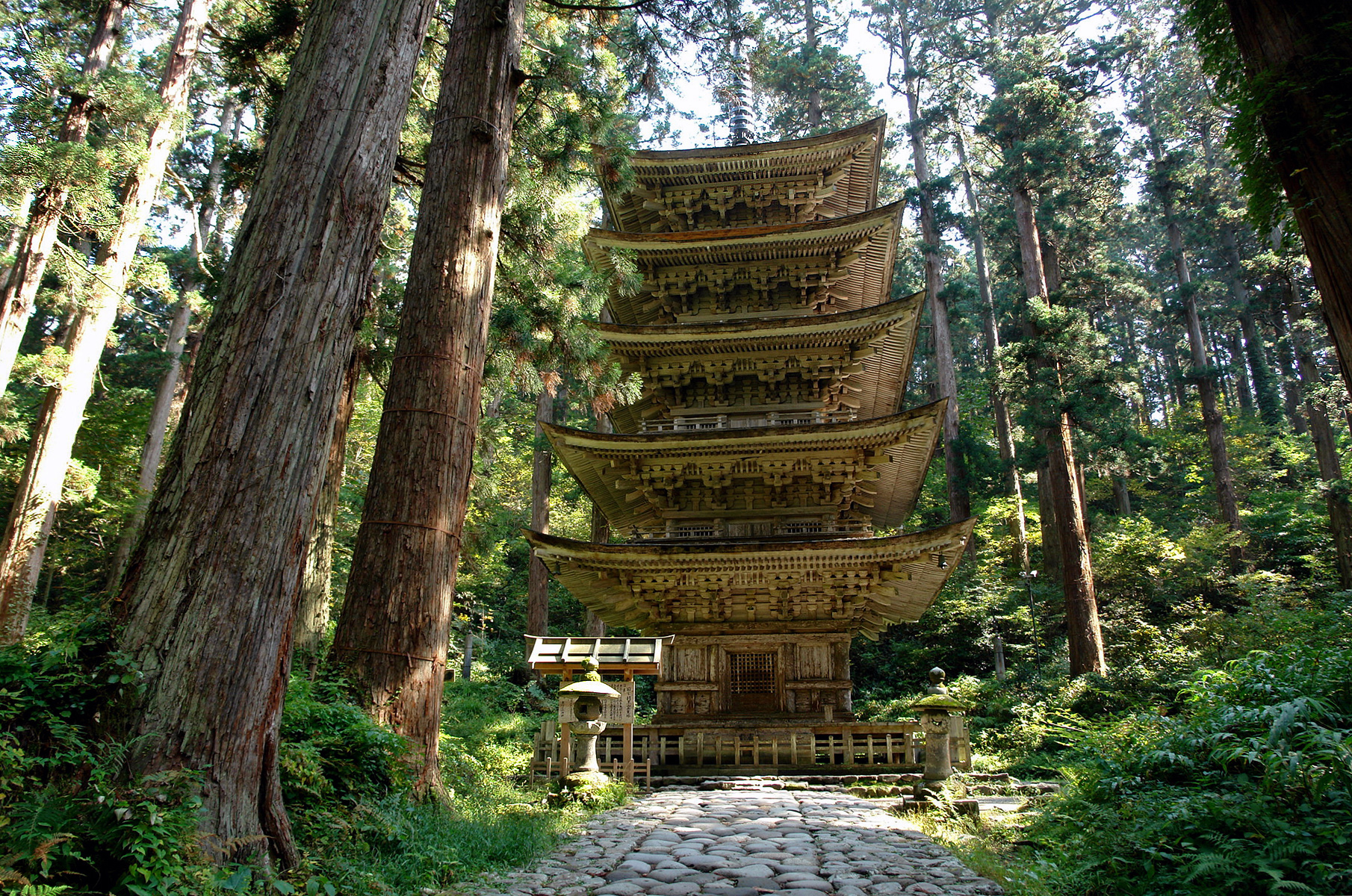
羽黒山五重塔

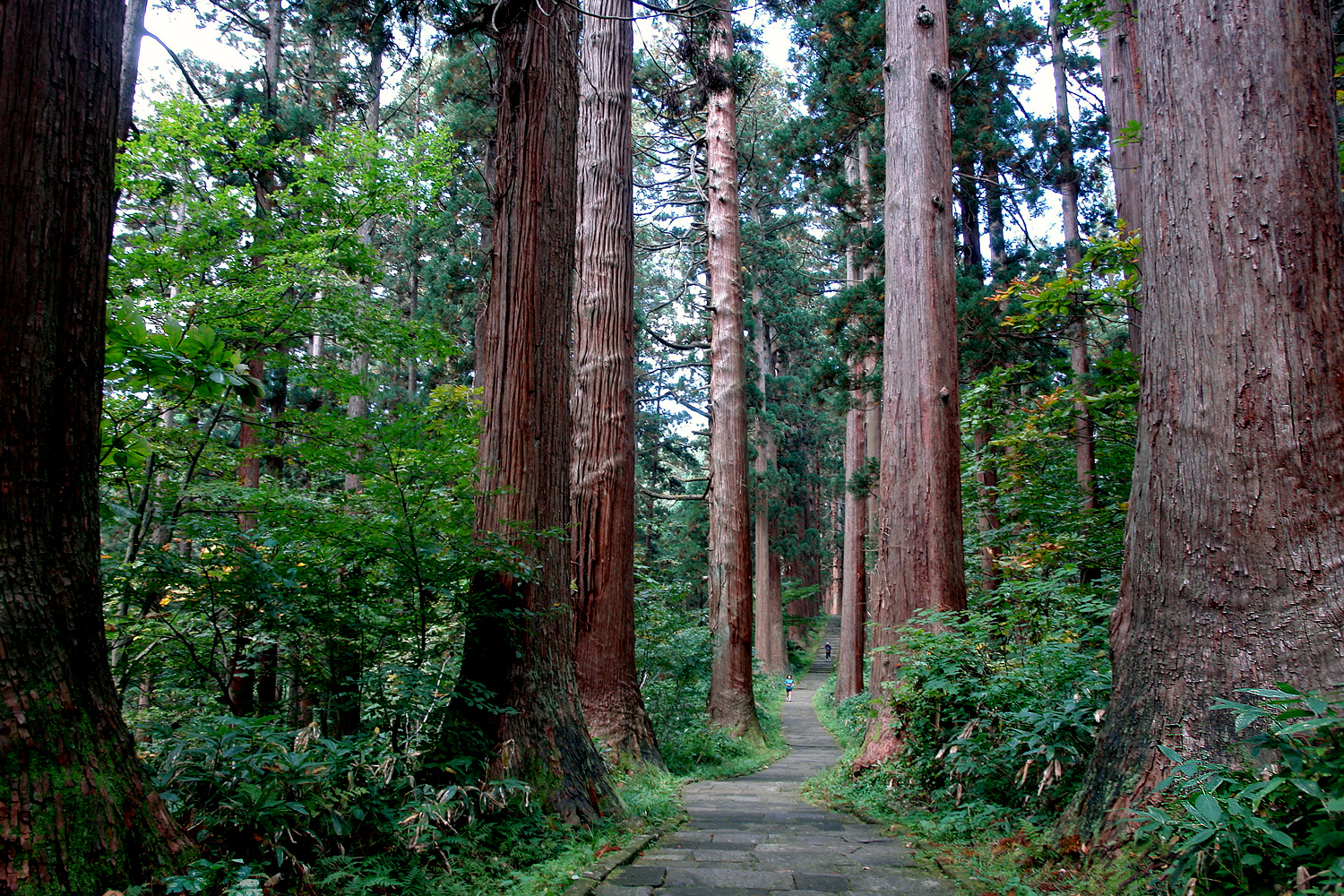
羽黒山のスギ並木

### 建造物
国宝
- 羽黒山五重塔 - 1966年（昭和41年）6月11日指定

重要文化財
- 羽黒山正善院黄金堂 - 1908年（明治41年）4月23日指定

文禄5年（1596年）築造。
- 羽黒山三神合祭殿 - 2000年（平成12年）5月25日指定

三神合祭殿は後方にある本殿と、前面の拝殿が一体となった複合建築である。文化8年(1811年)に焼失し文政元年（1818年）8月に完成したものである。
- 羽黒山鐘楼 - 2000年（平成12年）5月25日指定

最上義俊によって元和4年(1618年)に建立された。
- 月山神社出羽神社湯殿山神社摂社月山出羽湯殿山三神社社殿（旧日月寺本堂） - 2000年（平成12年）5月25日指定同上（山形県西村山郡西川町岩根沢所在）

天保7年(1836年)の火災後、天保12年(1841年)に再建した。ただし正面の向拝は少し遅れて、安政5年(1858年)に完成した。
山形県指定有形文化財
- 大日坊仁王門 - 1995（平成7）年12月8日指定

鶴岡市指定有形文化財
- 羽黒山東照宮 - 2005（平成15）年3月6日指定
- 羽黒山蜂子神社 - 同上
- 羽黒山斎館 - 同上
- 羽黒山厳島神社 - 同上

### 美術工芸品
重要文化財
- 銅燈篭竿 文和元年（1352年）七月二十五日の銘あり - 1915年（大正4年）3月26日指定

高さ112cm、口径40cm。この竿から全体を想像すると、総高3ｍ以上であったと思われる。火袋、笠、基台が失われ、竿のみが残ったもの。
- 梵鐘 「羽黒山寂光寺 建治元年八月廿七日」刻銘 - 1973年（昭和48年）6月6日指定

鋳銅・大形の梵鐘で、中世以前の鐘では東大寺に次ぐ巨鐘である。東北地方において最大で、銘のあるものとしては最古の鐘である。
- 銅鏡（羽黒山御手洗池出土）190面 - 1937年（昭和12年）7月29日指定

鏡の種類は和鏡が8割を占め、儀鏡・湖州鏡式鏡・唐式鏡に分かれる。鏡背文様は双鳥文と植物文を組み合わせた自然風物が多い。湖州鏡式鏡は方・長方鏡で、銘文が刻まれ蝶・蜻蛉・飛雲が描かれている。唐式鏡は八稜鏡か五稜鏡で、瑞花文や瑞花双鳥文の主文様を対称的な位置に配置している。儀鏡は鏡に似せた模造の粗製品である。京都付近の製作とみられている。

### 記念物
- 特別天然記念物「羽黒山のスギ並木」1955年（昭和30年）8月13日指定
- 天然記念物「南谷のカスミザクラ」1951年（昭和26年）6月9日指定
- 天然記念物「羽黒山の爺スギ」同上

以上の文化財のうち、羽黒山正善院黄金堂の所有者は羽黒山正善院。その他の文化財の所有者は宗教法人月山神社出羽神社湯殿山神社。

### 重要無形民俗文化財
- 松例祭の大松明行事 - 2014（平成26）年3月10日指定

### 奉納品
- 2017年8月羽黒山三神合祭殿にて、芸術家MICO制作の火と水の瀬織津姫を表現した一対の絵画『JINEN』と、じねん舞が奉納される。火の瀬織津姫様は出羽三山神社へ、水の瀬織津姫様は大聖坊に納められた。